# 15 Близнецов
15 Близнецов (лат. 15 Geminorum, HD 45352) — двойная звезда в созвездии Близнецов на расстоянии приблизительно 680 световых лет (около 209 парсеков) от Солнца. Видимая звёздная величина звезды — +6,52m.

## Характеристики
Первый компонент — оранжевый гигант или субгигант спектрального класса K2III-IV. Радиус — около 13,05 солнечных. Эффективная температура — около 4494 К.